# Mark Taylor (kierowca wyścigowy)
Mark Taylor (ur. 16 grudnia 1977 roku w Londynie) – brytyjski kierowca wyścigowy.

## Kariera
Taylor rozpoczął karierę w międzynarodowych wyścigach samochodowych w 1997 roku od startów w edycji zimowej Brytyjskiej Formuły Ford, gdzie zdobył tytuł mistrzowski. W późniejszych latach Brytyjczyk pojawiał się także w stawce Festiwalu Formuły Ford, Brytyjskiej Formuły Ford, Europejskiego Pucharu Formuły Ford, Grand Prix Makau, Brytyjskiej Formuły 3, Masters of Formula 3, IRL Infinity Pro, Porsche Supercup, IndyCar Series oraz Euro Saloon & Sports Car Championship.